# Nina Popelíková
Nina Popelíková (ur. 14 października 1920 w Pradze, zm. 18 kwietnia 1982 tamże) – czeska aktorka.
Odtwórczyni roli siostry oddziałowej Jáchymovej, przełożonej pielęgniarek na ortopedii w szpitalu w Borze w serialu telewizyjnym Szpital na peryferiach (1977 i 1981).
Ukończyła Konserwatorium w Pradze (dyplom w 1943). W latach 1943–1951 grała kolejno w teatrach w: Igławie (lata 1943–1944), Taborze (l. 1944–1945), Cieplicach (l. 1945–1949) oraz w Teatrze F. X. Szaldy w Libercu (l. 1949–1951). Następnie nieprzerwanie od 1951 do 1976 była aktorką Teatru na Vinohradach w Pradze, gdzie zagrała 120 ról.
Stworzyła także kilkadziesiąt ról w filmie i telewizji. Na ekranie debiutowała w 1956. Wystąpiła m.in. w filmach: Strach (1956), Gdzie diabeł nie może (1960), Śmierć Tarzana (1963), Piekielny miesiąc miodowy (1970), Gra o jabłko (1976), Miłość między kroplami deszczu (1979), Wiedzą sąsiedzi, jak kto siedzi (1980). Grała w popularnych serialach TV: Trzydzieści przypadków majora Zemana (1974–1979), Pod jednym dachem (1975), Szpital na peryferiach (1977; 1981).
Była żoną aktora Oty Sklenčky (ur. 1919, zm. 1993), którego poznała w 1944 grając w teatrze w Taborze. Para miała córkę Milicę.
Zmarła w następstwie choroby nowotworowej w wieku 61 lat.